# Baouit
 (mai 2024).
Baouit (arabe : باويط, « bāwīṭ ») est un site archéologique qui couvre une surface de 40 ha, situé sur la rive gauche du Nil, à 80 km au nord d’Assiout, et à 2 km du village de Dashlout. Il abrite une nécropole et les ruines du monastère fondé par Saint Apollo à la fin du IVe siècle. Les fouilles sur ce relativement bien conservé (à partir de 1901 et toujours en cours) permettent d’étudier les différents aspects d’un complexe monastique de Moyenne-Égypte. 
Les découvertes importantes faites sur ce site sont essentiellement exposées au musée du Louvre et au musée copte du Caire. L'une des plus célèbres est l'icône du Christ et de l'abbé Ména (Louvre).

## Monastère de Baouit

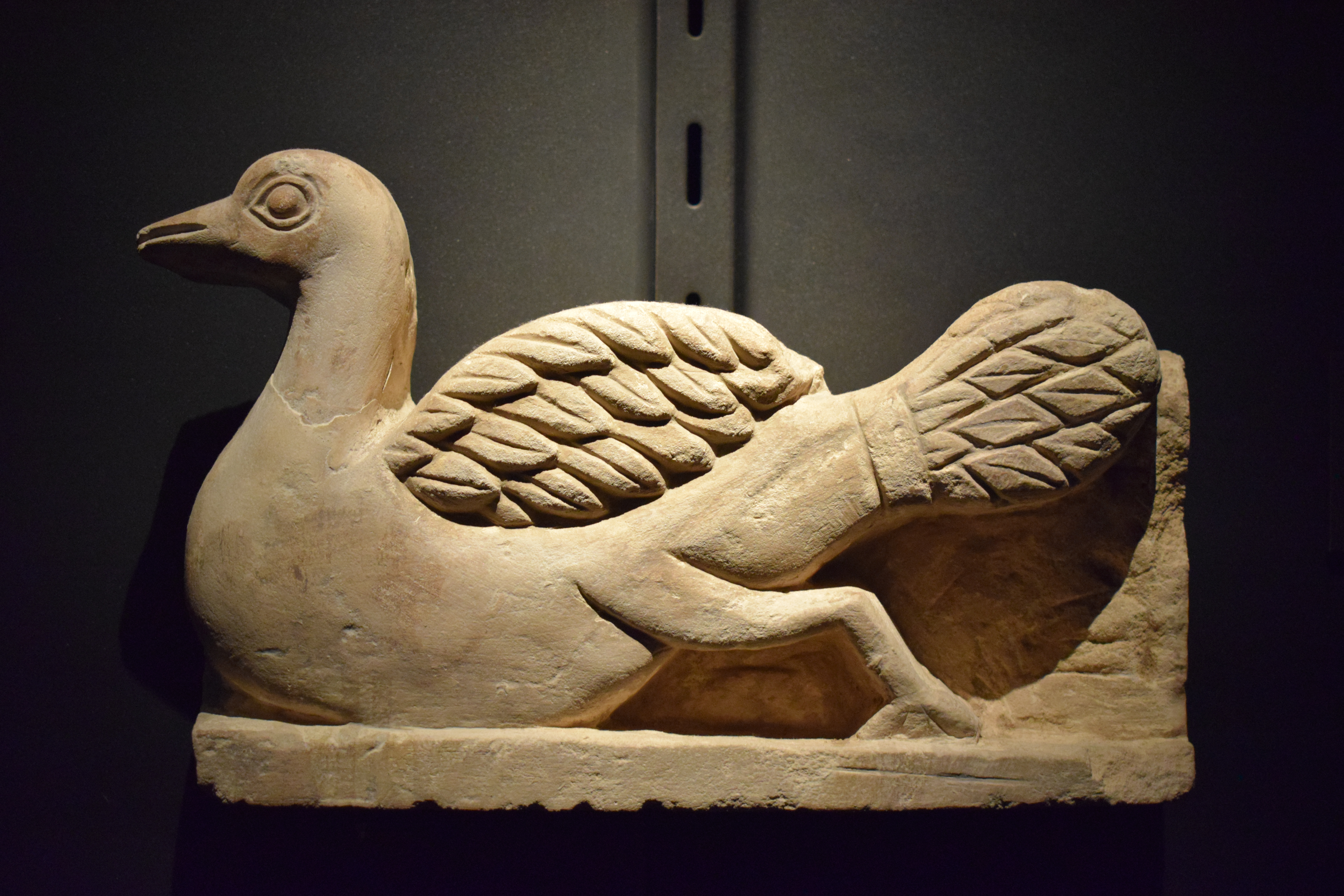
Un motif décoratif du monastère, datant du VIe siècle-VIIe siècle. Fondation Martin Bodmer, Genève.

### Histoire
Le monastère de Baouit est un monastère copte égyptien, fondé vers 385/390 par l'apa (« abba », « anba », père, c'est-à-dire « abbé ») Apollo (Apollonius, puis Apollon — mort en 395), auquel on doit aussi une règle concise rédigée  pour ses moines. Encore de son vivant, la communauté était conséquente et très bien organisée. L'auteur du De Vitis Patrum nous apprend que la messe et la communion étaient quotidiennes et que l’office était chanté en commun.
Les VIe et VIIe siècles constituent une période de prospérité (probablement son apogée) pour ce double monastère qui accueillait sans doute également une communauté de femmes, sous le patronage, peut-être, d'une Rachel, dont on trouve une représentation accompagnée de la mention « Rachel, la Mère du couvent ». À un moment donné, ce vaste monastère comprenait plusieurs monastères plus petits avec des chapelles individuelles.
Après la conquête musulmane de l'Égypte, le monastère dépérit du fait des taxes qui lui sont imposées, et il est abandonné définitivement au cours du XIIe siècle.

### Structure du monastère
Le monastère était entouré d'un mur d'enceinte, destiné à séparer les moines du monde. Les bâtiments monastiques sont construits en briques crues, la pierre (souvent appareillée) ou la brique cuite étant réservées en général aux églises, selon une tradition qui remonte à l'Ancien Empire (ou l'on distinguait ainsi les bâtiments pour les vivants des bâtiments pour les dieux et les morts).
Les cellules des moines étaient couvertes d'une coupole ou d'une voûte en berceau, et elles pouvaient être surmontées par un étage ou une terrasse, comme semblent l'indiquer des restes d'escalier. Leurs murs couverts d'un enduit blanc étaient souvent décorés de scènes peintes, avec des inscriptions ainsi que des graffiti. Certaines d'entre elles comportaient une niche, souvent richement décorée, et il se peut qu'elles aient servi de salles de prière.
Au centre du complexe monastique se trouvaient deux églises, orientées vers l'est, de plan basilical (comme toutes les églises coptes).

## Fouilles
Des recherches archéologiques françaises sont menées au tout début du XXe siècle. Au début de 1901, une prospection du site et des alentours est effectuée par Jean Clédat, pensionnaire à l'Institut français d'archéologie orientale. À la fin de la même année, commence une fouille officielle et c’est dans les premiers mois de 1902 que, aidé par Émile Chassinat et Charles Palanque, Clédat copie les scènes peintes découverte dans les ermitages (qu’il nomme « chapelles ») révélant au monde scientifique un art copte, tandis que ses collègues mettent au jour deux églises, appelées « églises sud et nord », dont les éléments sculptés en pierre et en bois offrent au futur musée copte du Caire et au Louvre leurs plus belles pièces.
Jean Maspero reprend les fouilles en 1913, découvrant une salle commune et relevant un grand nombre d’inscriptions. En 1976, puis 1984 et 1985, l’Organisation des Antiquités égyptiennes reprend les fouilles et complète les collections du musée copte. Depuis, les fouilles se poursuivent, menées par différents organismes.
Des recherches archéologiques françaises sont menées au tout début du XXe siècle ; elles sont à l'origine de la collection de la « salle Baouit » au Musée du Louvre. On l'a vu, deux églises ont été découvertes alors dans le complexe monastique, appelées simplement aujourd'hui « église nord » et « église sud », reconstituée en partie par les archéologues. En 1976, des fouilles privées mirent au jour de beaux vestiges, installés au Musée copte du Caire (fresques, en particulier). 
Depuis 2004, la fouille est menée conjointement par l'IFAO (Institut français d'archéologie orientale) et le Musée du Louvre à raison d'une campagne annuelle d'environ cinq semaines (les travaux sont toujours en cours en 2024). La fouille est poursuivie dans la salle 7 (petite salle d'environ 5 × 9 mètres présentant un important ensemble de peintures murales) et dans un édifice présentant plutôt les caractéristiques d'une basilique.
Plusieurs objets découverts à Baouit sont exposés au Musée copte du Caire et au Louvre.

## Galerie
Œuvres d'art se trouvant sur le site de Baouit ou en provenant. La peinture polychrome de la niche-oratoire ci-dessous tout à gauche, est une des pièces les plus célèbres du site. 

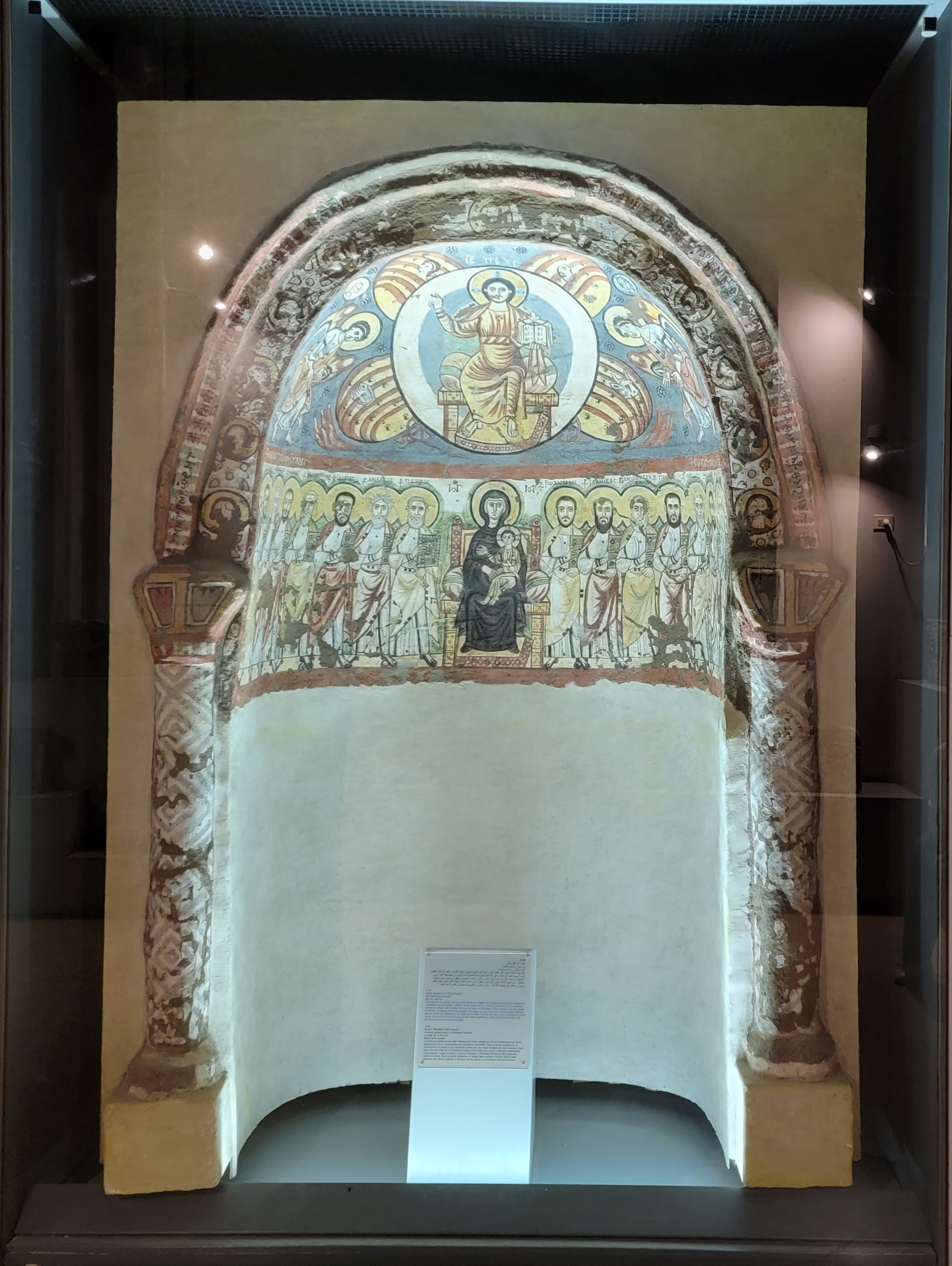
Niche-oratoire. Bande inférieure: la Vierge avec l'Enfant tenant le rouleau de la Loi nouvelle, entourée des douze apôtres et de deux saints locaux. Coupole: Christ en majesté, avec les symboles des quatre évangélistes, et des anges (Meinardus 2000, p. 221).
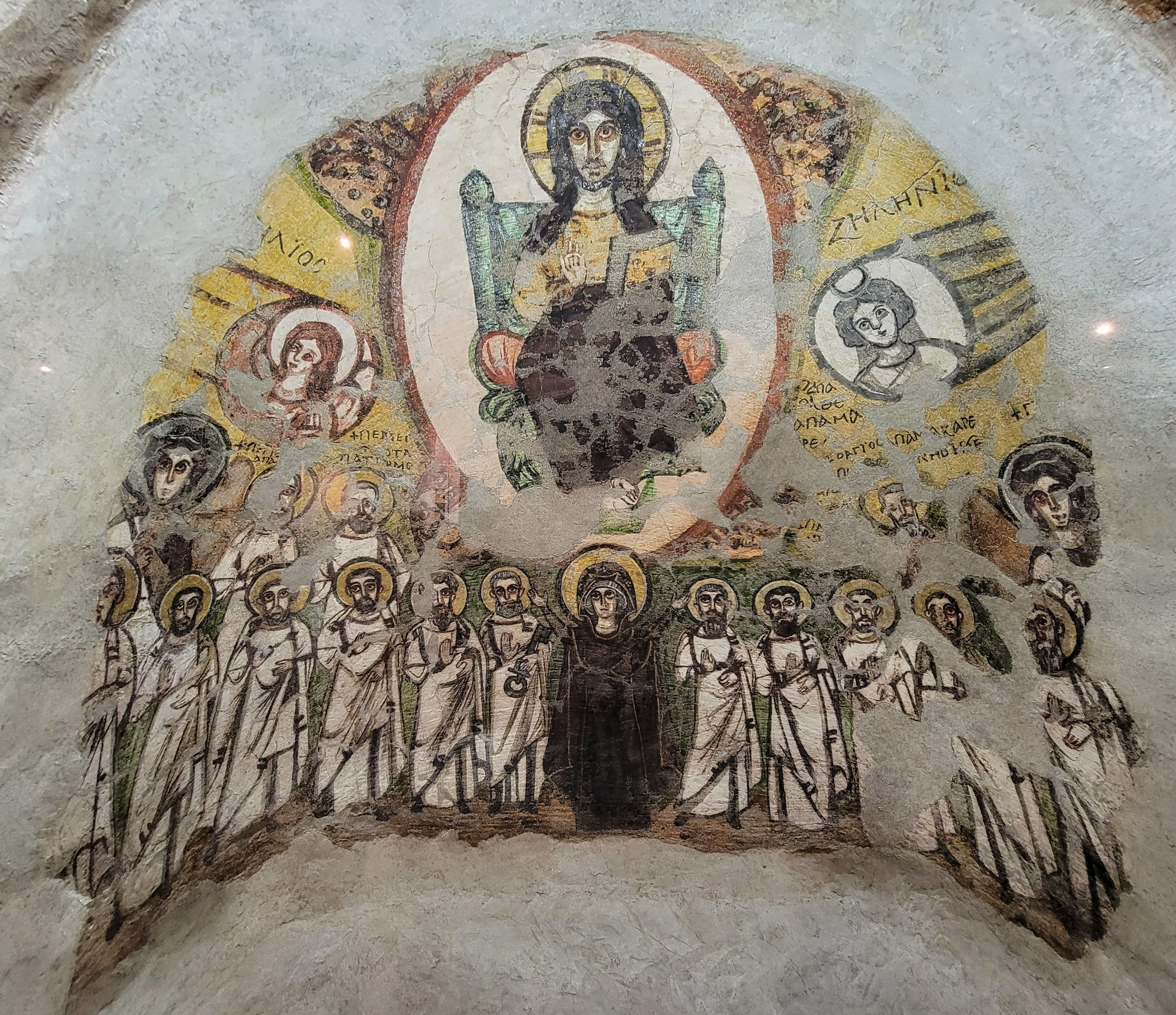
Autre niche, avec une scène plus ou moins similaire (mais sans l'Enfant Jésus). VIIe siècle. Musée copte du Caire.
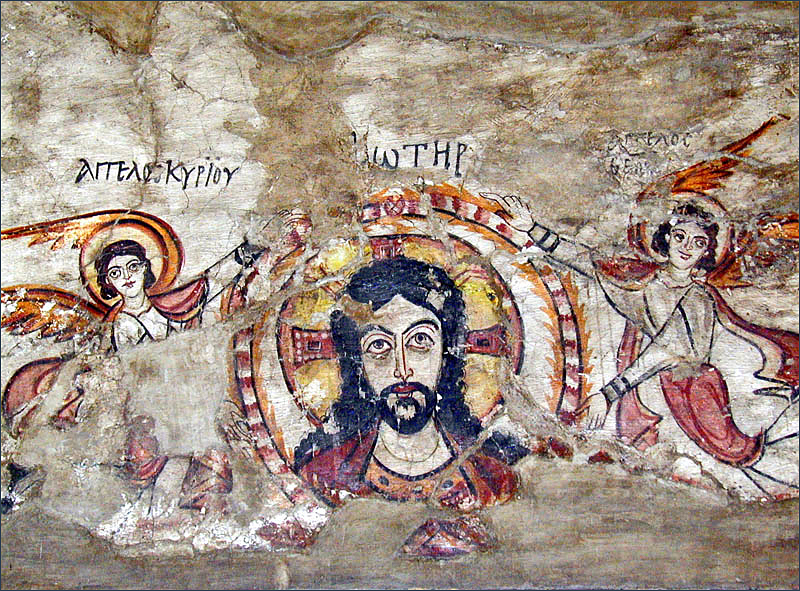
Tête du Christ avec deux anges. VIe ou VIIe siècle. Musée copte du Caire.
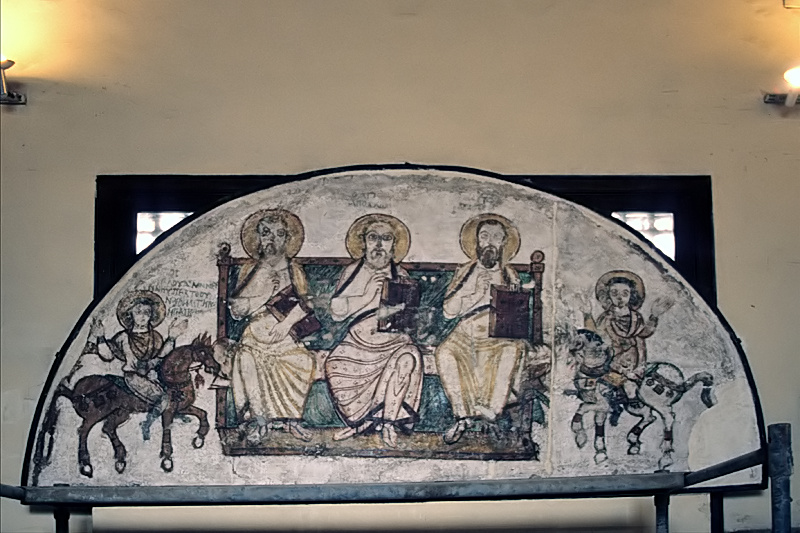
Lunette: Apollon, Phib, Papohe et deux saints guerriers. Musée copte du Caire.
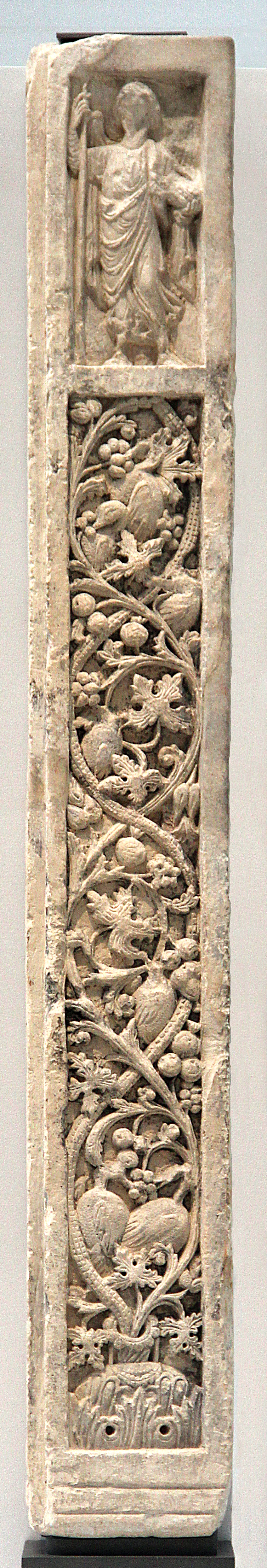
Pilier d'angle à décor de saint, archange et rinceaux (H : 171 cm ; L : 23 cm). VIe siècle. Musée du Louvre.
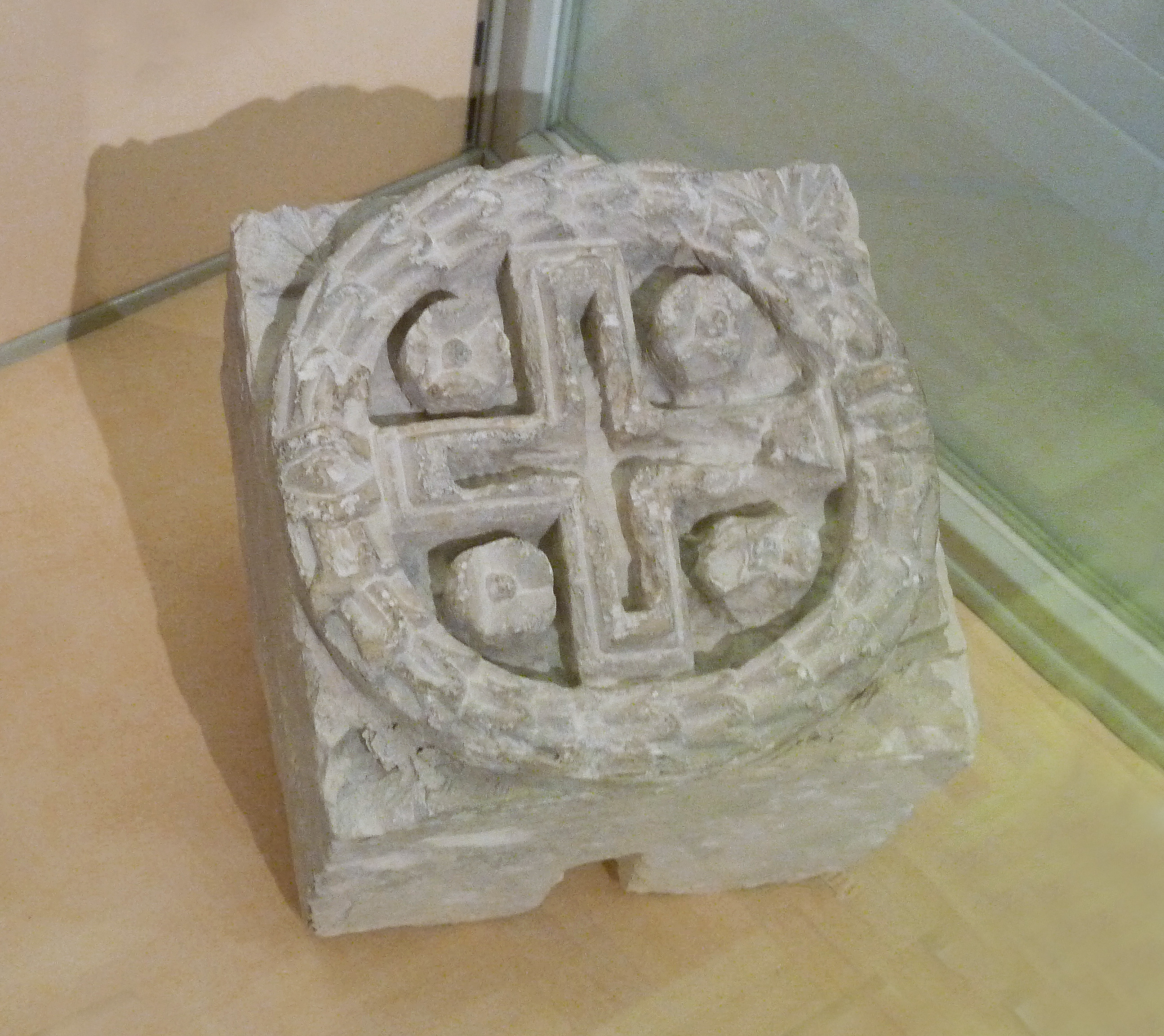
Relief carré décoré d'une croix au centre d'une couronne de feuilles. Calcaire. Musée d'histoire naturelle et d'ethnographie de Colmar.